# ستيف بلثرويك
ستيف بلثرويك (بالإنجليزية: Steve Blatherwick)‏ هو لاعب كرة قدم بريطاني في مركز الدفاع، ولد في 20 سبتمبر 1973 في Hucknall ‏ في المملكة المتحدة. لعب مع نادي بيرنلي ونادي تشيسترفيلد ونادي ريدنغ ونادي هيرفورد ونوتس كاونتي ونوتينغهام فورست وويكمب وندررز.